# イランシーAOC
イランシー （Irancy）は、フランスワインの1つで、AOC登録されている。1937年認定のレジョナル（地方名）AOC「ブルゴーニュ・イランシー（Bourgogne Irancy）」が、1999年にコミュナル（村名）AOC「イランシー（Irancy)」に昇格した。ここは、ヨンヌ県にあり、イランシー、ヴァンスロット（Vancelottes)、クラヴァン（Cravant)の3村からなる小さな栽培地域である。
ピノ・ノワールを90％以上、地元の固有品種であるセザール（César）種とピノグリ（Pinot Gris）種を10％以内で混醸することが認められている赤ワインで、ブルゴーニュの赤ワインとしては、比較的軽い味わいで色もロゼワインを思わせるほどうすい。
特に優れたワインであるものの、生産量が少ないため、日本ではあまり見かけない銘柄である。